# Harrington (Delaware)
Harrington è una città degli Stati Uniti, situato nella contea di Kent nello Stato del Delaware. Harrington fa parte dell'area micropolitanda di Dover, la capitale. Harrington osppita ogni anno la tradizionale Delaware State Fair nel mese di luglio. Nel 2000 la popolazione per il Censis Bureau era di 3.174 abitanti.

## Geografia fisica
Secondo i rilevamenti dello United States Census Bureau, il comune si estende su una superficie pari a 5,3 km², dei quali 5,2 km² sono occupati da terre, mentre solo 0,1 km² sono occupati da acque, equivalenti all'1,48% dell'intero territorio.

## Società

### Evoluzione demografica
Secondo l'ultimo censimento del 2000, a Harrington abitavano 3.174 persone, suddivise in 825 famiglie. La densità di popolazione era poi di 612,7 ab./km². All'interno del territorio comunale sono presenti 1.328 edifici abitativi. Per quanto il riguarda la composizione etnica, il 75.17% degli abitanti è bianco, il 21,64% è afroamericano, lo 0,25% è nativo e lo 0,44% è asiatico. Il rimanente 2,48% è composto da persone di altre etnie.
Per quanto riguarda invece la composizione per fasce d'età, il 31,3% è al di sotto dei 18 anni, il 9,0% è fra i 18 e i 24, il 27,7% è fra i 25 e i 44, il 18,4% va dai 45 ai 64 anni, mentre il 13,5% degli abitanti è al di spora dei 65 anni. L'età media della città è di 32 anni. Per ogni 100 donne ci sono 84,6 maschi.

## Luoghi di interesse
All'interno dello spazio dedicato fiera annuale del Delaware, maggiore evento di tutto lo Stato, si trova un'altra importante struttura, questa volta sportiva, ed è la Harrington Raceway, che ospita ogni anno una tappa del campionato di NASCAR.